# 法国驻日本大使馆
法国驻日大使馆（法語：Ambassade de France au Japon）位于日本東京都港区，與法國駐京都總領事館同為法国在日本设置的外交代表机构。

## 历史
最初大使馆位于饭田桥靠近皇居，后在1923年关东大地震受损严重。于是搬迁至東京都港区南麻布，但在第二次世界大战东京大轰炸中损毁。直到1972年法国政府才购得此块土地。2017年7月13日，劳伦特·皮克前往皇居正式接受信任状捧呈式，正式担任新一届法国驻日本大使。。

## 法国社区
截至2016年12月31日，共有9,722名法国国民在大使馆注册。截至2014年12月31日，共有7,561名注册人在两个选区之间分配：东京（6,055）和京都（1,506）。法国人在日主要由公司管理层，工匠，创作者，教师和研发人员组成。

## 領事業務
東京領事轄區
- 札幌市
- 仙台市
- 新潟市

京都領事轄區
- 名古屋市
- 广岛市
- 福冈市
- 长崎市
- 那霸市

此外，大阪市还有一个大阪贸易投资部办公室。